# At Middleton
At Middleton (bra: Um Novo Amor) é um filme dirigido por Adam Rodgers de comédia romântica dos Estados Unidos lançado em 2013.

## Sinopse
Edith Martin é uma mulher que acaba de ter sua hiper-realização, sua filha Audrey entra em uma excursão de potenciais faculdades. George Hartman acompanha seu filho não muito motivado Conrad, em uma excursão similar. Cansados da vida cotidiana Edith e George se encontram inesperadamente, o que pode ir além de uma amizade.[carece de fontes?]

## Elenco
- Andy García ... George Hartman
- Vera Farmiga ... Edith Martin
- Taissa Farmiga ... Audrey Martin
- Spencer Lofranco ... Conrad Hartman
- Nicholas Braun ... Justin
- Tom Skerritt ... Dr. Roland Emerson
- Peter Riegert ... Boneyard Sims
- Mirjana Jokovic ... Professor Riley
- Stephen Borrello IV ... Travis
- Daniella Garcia-Lorido ... Daphne

## Recepção
No agregador de críticas Rotten Tomatoes, na pontuação onde a equipe do site categoriza as opiniões da grande mídia e da mídia independente apenas como positivas ou negativas, tem um índice de aprovação de 61% calculado com base em 38 comentários dos críticos. Por comparação, com as mesmas opiniões sendo calculadas usando uma média aritmética ponderada, a nota alcançada é 5,9/10.
Em outro agregador, o Metacritic, que calcula as notas das opiniões usando somente uma média aritmética ponderada de determinados veículos de comunicação em maior parte da grande mídia, tem uma pontuação de 60/100, alcançada com base em 15 avaliações da imprensa anexadas no site, com a indicação de "revisões mistas ou neutras".